# Hōraiji Tetsudō
Die Hōraiji Tetsudō (jap. 鳳来寺鉄道) war eine private Bahngesellschaft in Japan. Sie war eine Tochtergesellschaft der Toyokawa Tetsudō; nach ihrer Gründung im Jahr 1921 baute und betrieb sie einen Abschnitt der späteren Iida-Linie in der Präfektur Aichi. Dieser war 17,3 km lang und verband auf dem Gebiet der heutigen Stadt Shinshiro die Bahnhöfe Ōmi und Mikawa-Kawai. Nachdem die Muttergesellschaft 1938 von der Meitetsu Group übernommen worden war, wurde die Strecke 1943 verstaatlicht.

## Geschichte
Zwischen 1897 und 1900 hatte die Toyokawa Tetsudō in mehreren Etappen eine Bahnstrecke von Toyohashi nach Ōmi erbaut. Die Bahngesellschaft besaß zwar eine Konzession für den Weiterbau in Richtung Shinshiro, ließ dieses aber ungenutzt, sodass sie im April 1904 auslief. Verschiedene Aktionäre der Toyokawa Tetsudō blieben an einer Verlängerung der Strecke interessiert. Sie beantragten im Mai 1920 eine neue Konzession und erhielten diese ein Jahr später zugesprochen. Daraufhin erfolgte am 1. September 1923 die Gründung der Hōraiji Tetsudō als Tochtergesellschaft mit einem erweiterten Kreis von Aktionären.

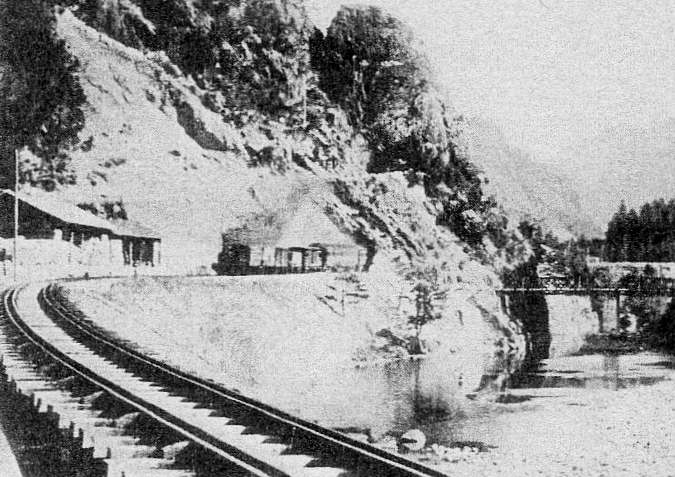
Ansicht der Strecke um 1925

Die landschaftlich reizvolle Strecke von Ōmi nach Mikawa-Kawai wurde am 1. September 1923 eröffnet und am 28. Juli 1925 elektrifiziert. Da die Hōraiji Tetsudō über keine eigenen Fahrzeuge verfügte, übernahm die Muttergesellschaft die Betriebsführung. Sie baute auch das touristische Angebot entlang der Strecke aus, beispielsweise ein Hotel mit angeschlossenem Onsen beim Bahnhof Yuya-Onsen. Ab 21. Dezember 1933 bestand in Mikawa-Kawai Anschluss an den Streckenabschnitt der Sanshin Tetsudō nach Tōei, ab 1937 existierte eine durchgehende Schienenverbindung von Toyohashi nach Tatsuno. Jedoch war diese damals im Besitz von vier verschiedenen Unternehmen.
Nach der Übernahme der Muttergesellschaft durch die Meitetsu war die Hōraiji Tetsudō ab 5. Dezember 1938 ein Teil der Meitetsu Group. Sämtliche Bahnanlagen an der später so bezeichneten Iida-Linie wurden am 1. August 1943 verstaatlicht, womit die Hōraiji Tetsudō aufgelöst wurde (die Muttergesellschaft löste sich sieben Monate später auf).